# ثوران بركان جبل تاراويرا 1886
كان ثوران جبل تاراويرا عام 1886 ثورانًا بركانيًا عنيفًا حدث في الساعات الأولى من يوم 10 يونيو 1886 في جبل تاراويرا، بالقرب من روتوروا في الجزيرة الشمالية بنيوزيلندا. وصل الثوران إلى مؤشر انفجار بركاني (VEI) يقدر بنحو 5 وأسفر عن مقتل ما يقدر بنحو 120 شخصًا، صنف خبراء هذا البركان الأكبر والأكثر فتكًا في نيوزيلندا خلال الخمسمائة عام الماضية، وهي الفترة التي تشمل مجمل التاريخ الأوروبي في نيوزيلندا.
بدأ الثوران في حوالي الساعة 2:00 واستمر لمدة ست ساعات تقريبًا، مما تسبب في 10-كيلومتر-high (6.2 ميل) عمود الرماد، والزلازل، والبرق، والانفجارات التي سمعت في أماكن بعيدة مثل بلينهايم في الجزيرة الجنوبية - أكثر من 500 كيلومتر (310 ميل) بعيدا.17 كيلومتر (11 ميل) صدع طويل تشكل عبر الجبل والمنطقة المحيطة به، بدءًا من قمة واهانجا في الطرف الشمالي للجبل ويمتد في اتجاه الجنوب الغربي، عبر بحيرة روتوماهانا ويشكل وادي وايمانجو البركاني المتصدع. هذا الصدع هو المكان الذي وصل منه السد البازلتي الذي غذى الثوران إلى السطح.
غطى الرماد القرى المجاورة، بما في ذلك قرية تي وايروا.ومسؤولاً عن الدمار المفترض للمدرجات الوردية والبيضاء الشهيرة، والتي كانت قبل البركان أشهر مناطق الجذب السياحي في نيوزيلندا وتجلب الزوار من جميع أنحاء الإمبراطورية البريطانية. توسعت بحيرة روتوماهانا، الموقع السابق للمدرجات، بشكل كبير نتيجة للثوران حيث ملأت أجزاء من وادي الصدع الذي تشكل حديثًا.

## خلفية
في السنوات التي سبقت ثوران البركان، كانت المنطقة المحيطة بجبل تاراويرا موطنًا للعديد من مستوطنات الماوري المنتمين إلى توهورانجي ونغاتي رانجيتيهي، وهما قبيلتان من إيوي (قبائل) شكلتا جزءًا من تي أراوا، وهو اتحاد من القبائل المختلفة التي ترجع أصول واكابابا (أنسابها) إلى واكا (زورق) مهاجر يحمل نفس الاسم. ولم تمتد الاستيطان إلى الجبل، الذي كان يعتبر طابو (مقدسًا) لأنه كان يستخدم كمكان رئيسي للدفن لأجيال.
للوصول إلى المنطقة، كان الزوار يأتون عادة من أوكلاند إلى تورانجا عبر القطار أو الباخرة الساحلية، ثم ينتقلون إلى حافلات تجرها الخيول للرحلة إلى أوهينيموتو (وهي الآن جزء من روتوروا ) ثم إلى تي وايروا. من تي وايروا، تم نقل الزوار إلى المدرجات عبر بحيرة تاراويرا إلى مستوطنات تي أريكي وموري، قبل المشي عبر برزخ ضيق إلى بحيرة روتوماهانا وموقع المدرجات. تم إنشاء العديد من الفنادق التي يديرها شعب باكيها في تي وايروا، حيث يعمل الماوري المحليون كمرشدين أو يبيعون المنتجات المحلية للزوار. جلبت هذه التجارة ما يقدر بنحو 1800 جنيه إسترليني سنويًا إلى اقتصاد تي وايروا (ما يعادل حوالي 425000 دولار نيوزيلندي في عام 2023)، في المقام الأول من الرحلات بالقارب والترفيه والتصوير التذكاري أو الرسومات التخطيطية.

## الجيولوجيا

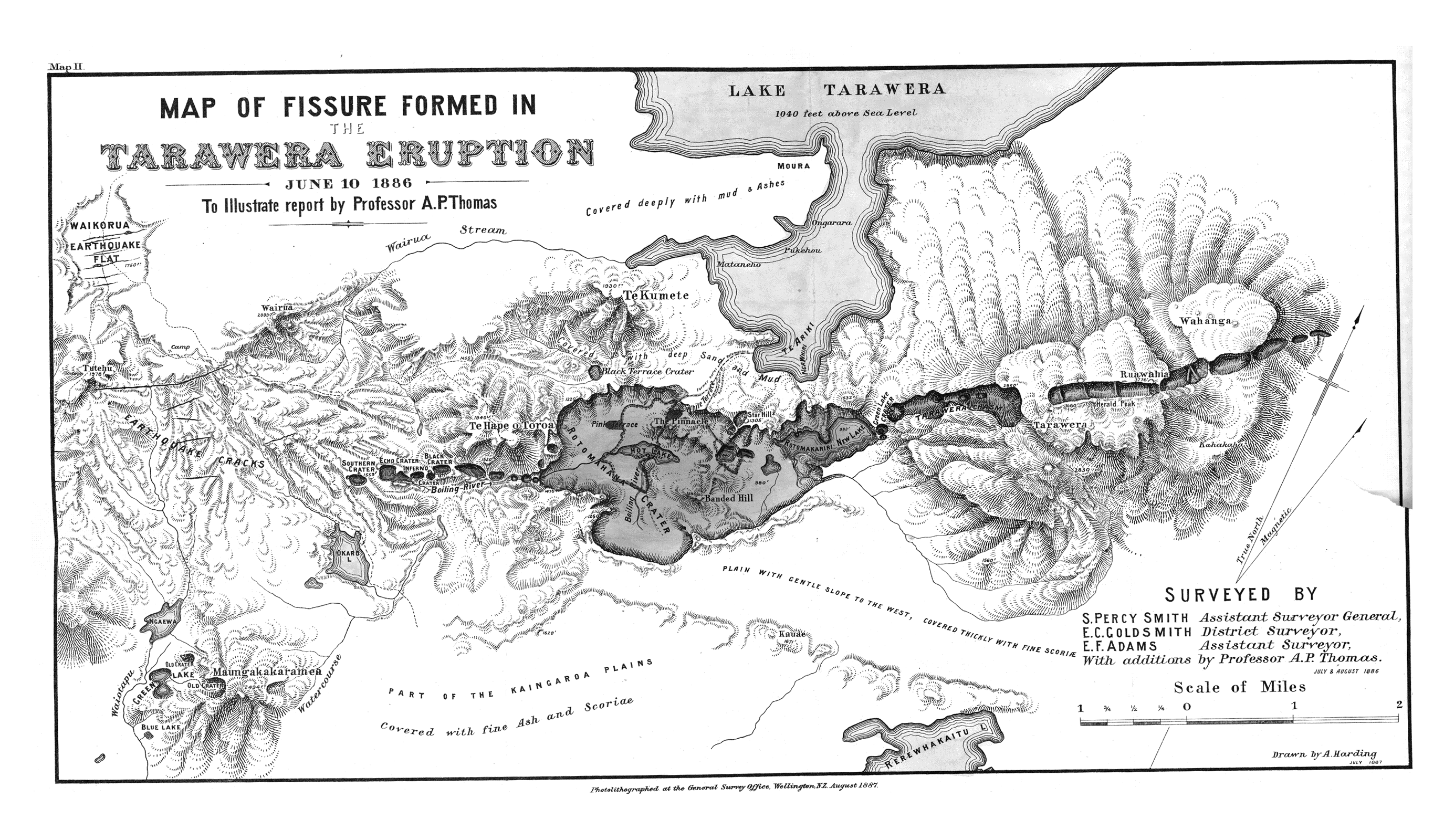
خريطة جبل تاراويرا في عامي 1887/1888 مع ملامح تقريبية للثوران قبل عام 1886

جبل تاراويرا هو أحد البراكين العديدة في الجزيرة الشمالية الوسطى بنيوزيلندا، ويقع داخل مركز أوكاتاينا البركاني إلى جانب ميزات بركانية أخرى بما في ذلك بوتوآكي وفتحات هاروهارو ، بالإضافة إلى بحيرات روتوما وأوكاريكا . يُعتقد أن مركز أوكاتاينا البركاني، وهو أحد أنظمة كالديرا الثمانية في منطقة تاوبو البركانية ،  بدأ في التشكل منذ حوالي 400000 عام، حيث ساهمت خمسة من أصل ستة ثورات بركانية في تكوين كالديرا على مدى فترة تبلغ حوالي 350000 عام. كانت الانفجارات البركانية من كالديرا عادةً ريوليتية ، على الرغم من العثور أيضًا على أدلة على ثورات بازلتية وبازلتية- أنديزيتية ، بالإضافة إلى الصخور النارية . على مدى الـ 21000 سنة الماضية، تم تقدير كمية المياه التي تم جمعها بحوالي 80 كيلومتر مكعب (19 ميل3)تم إخراج من الصهارة والمواد البركانية بشكل جماعي من 40 فتحة في كالديرا في 11 حلقة مميزة من النشاط.
كانت هناك عدة بحيرات في المنطقة المحيطة بجبل تاراويرا قبل الثوران. أكبر هذه البحيرات، بحيرة تاراويرا ، تقع شمال غرب الجبل، وكان ارتفاعها المقدر في ذلك الوقت 317 م (1,040 قدم) فوق مستوى سطح البحر، والذي تم تعديله منذ ذلك الحين إلى 298 م (978 قدم) .:22. تقع بحيرة روتوماكاريري الأكثر برودة والأصغر حجمًا إلى الشرق من روتوماهانا، حيث تصب كلتا البحيرتين في بحيرة تاراويرا عبر مجرى كايواكا . كانت مساحة كبيرة من الأرض المحيطة ببحيرة روتوماهانا دافئة حتى بضع بوصات تحت السطح، مع وجود ينابيع ساخنة ومنافذ بخارية تحيط بالبحيرة. :26
كانت أكبر وأشهر هذه الينابيع هي تلك الموجودة على قمة المدرجات الوردية والبيضاء ، وهما تشكيلتان متميزتان من المدرجات الصخرية على الشواطئ الغربية والشمالية الشرقية للبحيرة على التوالي.

## مقدمة

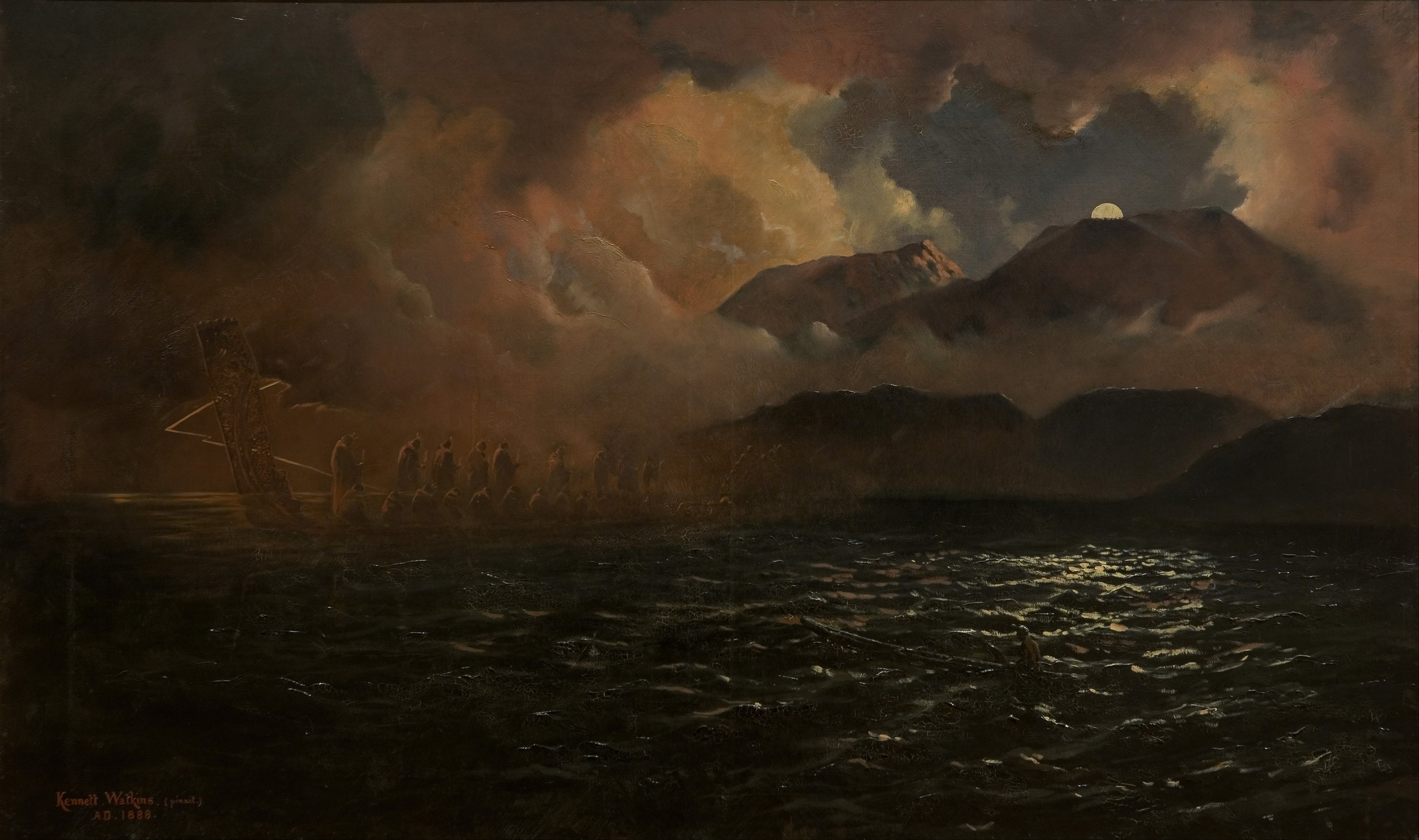
زورق الشبح: أسطورة بحيرة تاراويرا ، زيت على قماش، بقلم كينيت واتكينز

شهدت الأشهر التي سبقت البركان زيادة في النشاط الحراري الأرضي في المنطقة، وخاصة من خلال زيادة التفريغ في الينابيع الساخنة والسخانات القريبة. :130 On 22 and 24 November 1885, unusually large eruptions occurred of the geyser at the top of the White Terrace. وكان الثاني منهم بارتفاع يزيد عن 46 م (151 قدم)، أعلى من تلك الموجودة في ذكريات الماوري المحليين.:28
في الأيام التي سبقت الثوران، وثقت سلسلة من الأحداث غير العادية من قبل أولئك الذين يعيشون في المنطقة أو يزورونها. في 31 مايو 1886، أي قبل الأنفجار البركاني، ادعت مجموعة من السياح العائدين من المدرجات أنهم شاهدوا واكا يقترب من قاربهم قبل أن يختفي في الضباب. ووصف شهود عيان صفين من الركاب، أحدهما كان "واقفًا ملفوفًا بأردية من الكتان، ورؤوسهم منحنية، ووفقًا لشهود عيان من الماوري، كان شعرهم مصففًا كما لو كانوا على وشك الموت" باستخدام ريش الهويا والكوتوكو. أعلن توهوتو أريكي، أحد سكان توهونجا في تي وايروا، أن السائحين شاهدوا واكا وايروا (زورق الروح) الذي كان ينذر بتدمير المنطقة.
كانت هناك المزيد من العلامات المادية التي تشير إلى الاضطرابات في المنطقة. في إحدى الروايات التي كتبتها صوفيا هينيرانجي، وهي مرشدة ماورية مشهورة في المنطقة، في 24 مايو 1886، وصلت مجموعة الرحلة إلى قواربهم فقط لتجد الخور الذي كانوا راسيين فيه جافًا تمامًا، والقوارب راسية في الوحل.:29 A series of seiches then occurred, flooding the creek with water from Lake Tarawera before receding again. رفض المرشدون المحليون الذهاب إلى البحيرة بعد هذا دون إقناع، ويقال إن أحدهم قال ذات مرة بعد أن وافقوا على ذلك "لا يمكننا أن نموت إلا مرة واحدة، لذلك سننزل جميعًا معًا". قبل يومين من الانفجار كان هناك المزيد من نشاط البخار محليًا من بعض ثقوب البخار التي كانت هادئة لسنوات.:29 These phenomena were collectively interpreted by a local Māori chief as heralding an impending war, while Tūhoto saw them as consistent with his interpretation of the waka wairua.

## الخسائر

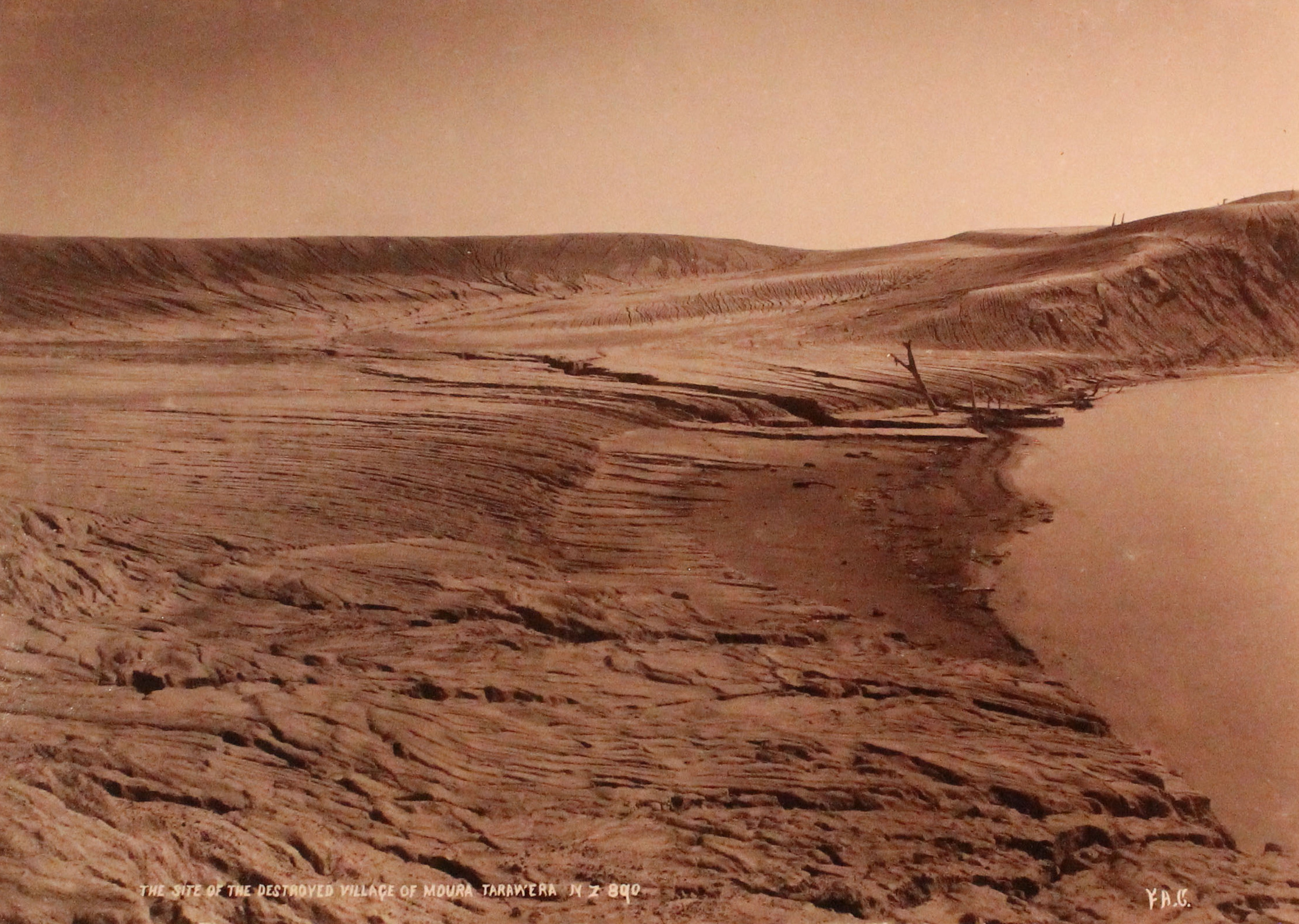
الموقع السابق لقرية مورا في عام 1891

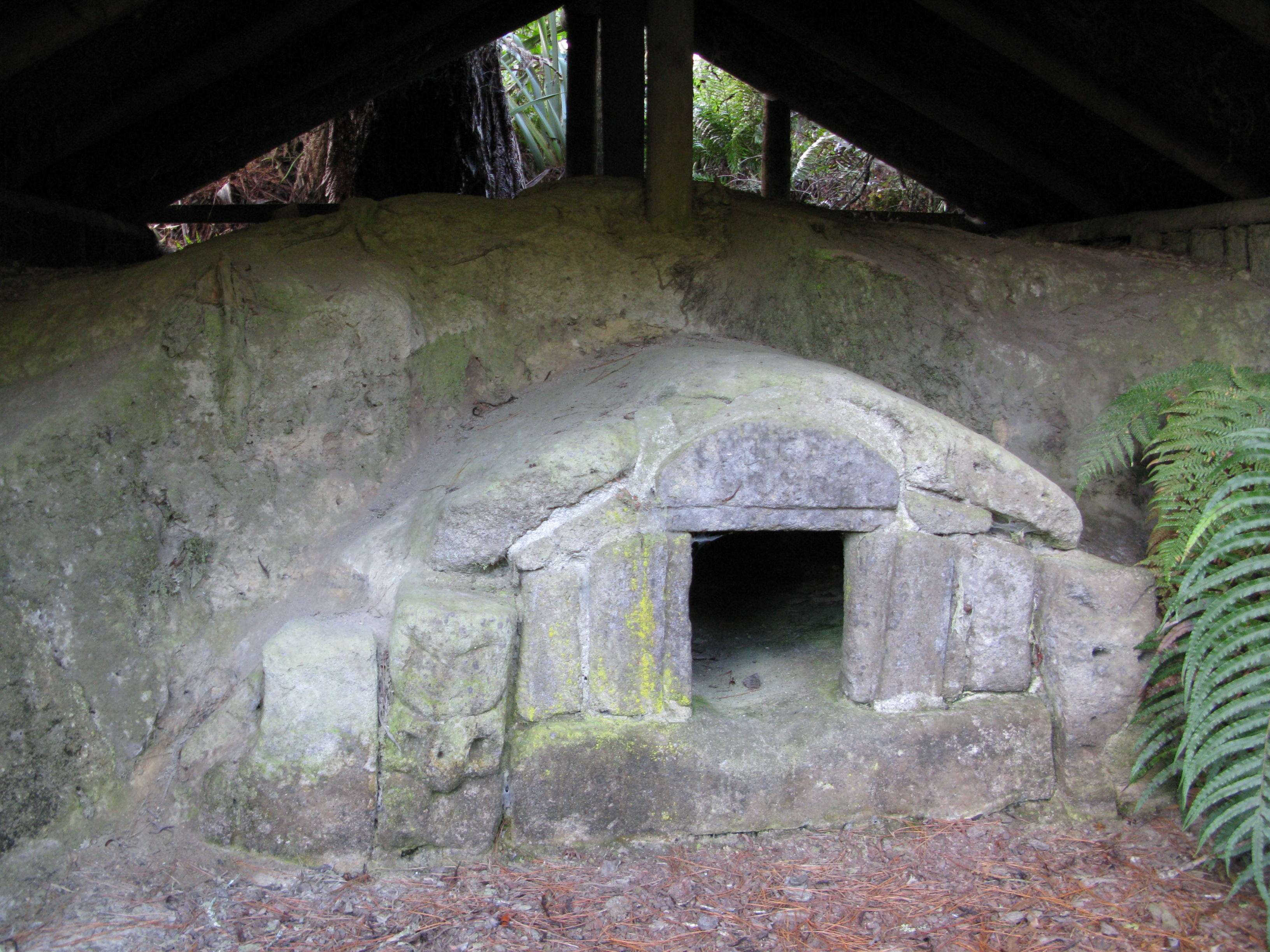
تي وايروا، "القرية المدفونة"

يعد ثوران جبل تاراويرا أخطر ثوران بركاني في تاريخ نيوزيلندا المسجل. في حين أن العدد الفعلي للوفيات غير معروف، تشير التقديرات في ذلك الوقت ارتفاع حصيلة القتلى إلى 153، وكان أغلبهم من الماوري الذين يعيشون في قرى ضمن نطاق 10 كـم (6.2 ميل) من الصدع. وسرعان ما أُرسلت فرق البحث من روتوروا وأشينيموتو، حيث وجدت أن مستوطنات تي وايروا ومورا وتي أريكي وتي تاباهورو وتوتاريكي وواينغونغو كلها مدمرة أو مدفونة. لم تتمكن فرق البحث، عند وصولها إلى المواقع السابقة لمورا وتي أريكي على الشاطئ الجنوبي الشرقي لبحيرة تاراويرا، من العثور على أي ناجين في أي من القريتين أو في واينجونجونجو. ولم يتم الإبلاغ عن وجود ناجين أيضًا من مجموعة مكونة من حوالي 12 شخصًا من شعب الماوري من تي أريكي، الذين كانوا يخيمون في المدرجات الوردية في ليلة الثوران. وتشير التقديرات إلى وقوع 11 حالة وفاة أخرى في توكينيو و17 حالة وفاة في تي وايروا، إلا أن الأخيرة أفادت بوجود عدد من الناجين بسبب كونها أبعد عن الثوران. مع تقدم الثوران، نجا العديد من الأشخاص من خلال اللجوء إلى أقوى مباني تي وايروا، مثل الواهرينوي (المعروف باسم هينيميهي ) ومنزل هينيرانجي  –  الذي لجأ إليه 62 شخصًا  –  أو بيت دجاج قريب.
وبسبب الدمار، انتقل العديد من الناجين من تي وايروا أو تم نقلهم إلى المدن القريبة بعد الثوران، مثل واكاريواريوا أو روتوروا، بدلاً من إعادة بناء تي وايروا. وشمل ذلك هينيرانغي، الذي أصبح مرشدًا سياحيًا في واكاريواريوا، وتوهوتو، التوهونجا الذي حذر من الدمار الوشيك قبل ثوران البركان. تم العثور على توهوتو حيًا وغير مصاب في كوخه المدفون بعد أربعة أيام، حيث قام رجال الإنقاذ بسحبه من الرماد على الرغم من مطالبته بتركه ليموت. تم نقل التوهونجا إلى مصحة روتوروا لتلقي العلاج حيث توفي بعد أسبوعين، بعد أن قرر، كما يقال، التوقف عن الحياة.
لم يتم إعادة بناء تي وايروا أبدًا، وهي الآن منطقة جذب سياحي تسمى "القرية المدفونة"، حيث لا يزال العديد من المباني مغطاة بالرماد الناتج عن الثوران. نقل ضريح القرية، هينييميهي، لاحقًا إلى إنجلترا وقاموا بأعادة بناءه في أراضي منتزه كلاندون، مقر إيرل أونسلو الرابع، الذي أصبح حاكمًا لنيوزيلندا بعد فترة وجيزة من الانفجار.
وتتراوح التقديرات بشأن العدد الدقيق للضحايا ما بين حوالي 100 إلى عدة آلاف. يأتي التقدير الأخير من روايات شفوية من Ngāti Hinemihi ، لكنه يتعارض مع التعدادات التي أجريت لسكان الماوري في المنطقة والتفاهمات التي سبقت الانفجار لعدد الأشخاص المقيمين هناك. بعد الأخذ في الاعتبار التكرارات في السجلات والإصابات المحتملة غير المعروفة، تشير التقديرات الأخيرة إلى أن إجمالي عدد القتلى بلغ حوالي 120 شخصًا، وكان جميعهم من الماوري باستثناء 7 منهم.